# Joanna Wozny
Joanna Wozny (* 27. Juli 1973 in Zabrze) ist eine polnische Komponistin.

## Leben
Von 1992 bis 1999 absolvierte sie in Kattowitz ein Magisterstudium der Philosophie. Parallel dazu begann sie 1996 ein
Kompositions- und Musiktheoriestudium an der Kunstuniversität Graz bei Gerd Kühr und Beat Furrer, das sie 2003 mit Auszeichnung abschloss. 2002/2003 nahm Joanna
Wozny zusätzlich Kompositionsunterricht bei Younghi Pagh-Paan.
Joanna Wozny lebt in Graz und lehrt seit 2014 an der Kunstuniversität.

## Auszeichnungen
Als Komponistin erhielt Joanna Wozny den Musikförderungspreis der Stadt Graz 2001, das Österreichische Staatsstipendium für Komponisten 2005 und 2008, den Erste-Bank-Kompositionspreis 2010 und den SKE publicity award 2010. 2010/2011 war sie „young composer in residence“ des Ensemble PHACE und 2011 „Composer in residence“ der Kunststation St. Peter, Köln.
2017 wurde sie mit dem Andrzej-Dobrowolski-Kompositionspreis des Landes Steiermark ausgezeichnet.

## Kompositorisches Schaffen
Joanna Woznys Schaffen umfasst Instrumentalmusik von Solo- und
Kammermusikwerken bis zu Ensemble- und Orchesterkompositionen. Daneben entstanden
auch elektronische Kompositionen sowie Werke für Chor und Gesang.
Ihre Werke wurden durch das DSO Berlin, RSO Wien, Münchner Rundfunkorchester, Nationales Symphonieorchester des Polnischen Rundfunks, Klangforum Wien, Neue Vocalsolisten Stuttgart, ensemble recherche, Ensemble ascolta, ensemble courage, Ensemble PHACE, ensemble mosaik, mdi ensemble und das PluralEnsemble aufgeführt und erklangen auf Festivals wie Wittener Tage für neue Kammermusik, Wien Modern, Ultraschall-Festival Berlin, Eclat-Festival Stuttgart, Klangspuren Schwaz, Warschauer Herbst, Forum Neuer Musik Köln und Musikprotokoll Graz. 2011 erschien bei KAIROS eine Porträt-CD mit ihrer Musik.

## Werke

### Solowerke
- divided (2011) für Subbassblockflöte
- air balance (2011) für Orgel
- Das tiefe Blau dort im Lauf der Tage (2004) für Oboe
- Die verlorenen Pfade II (2003) für Klarinette, Zuspielung

### Kammermusik (2–3 Instrumente)
- sAmo (2014) für Bassflöte, Akkordeon, Violoncello
- suspended (2013) für Flöte, Akkordeon, Violoncello
- Prolepsis (2010) für Posaune, Schlagzeug, Kontrabass
- Surfacing (2008) für Streichtrio
- Vom Verschwinden einer Landschaft (2005/10) für Klavier, Violine, Violoncello
- Musik für zwei Gitarren (2005) für zwei Gitarren
- Musik für Flöte, Bassklarinette und Klavier (2005) für Flöte, Bassklarinette, Klavier
- Die Spur der Welle(2003) für Flöte, Klarinette, Viola
- Die verlorenen Pfade I (2003) für Tenorsaxophon, Kontrabass, Schlagzeug

### Kammermusik (4–9 Instrumente)
- Figure / frammenti für Flöte, Klarinette, Saxophon, Klavier, Violine, Viola, Violoncello (2023)
- Blenden | Tilgungen für Flöte, Klarinette, Percussion (2 Spieler), Klavier, E-Gitarre, Violine, Viola, Violoncello, Kontrabass (2022)
- suspended – revidierte Fassung für Saxophon, Akkordeon, Klavier, Violoncello (2015)
- little falls … apart für Bassklarinette, Percussion, Klavier, Stimme, Violine (2015)
- Some remains – Version für Flöte, Klarinette, Klavier, Violine und Violoncello (2014/2018)
- some remains (2014) für Flöte, Klarinette, Klavier, Viola, Kontrabass
- brown, fizzled out (2013/14) für Trompete, Posaune, 2 Schlagzeuger, Klavier, E-Gitarre, Violoncello
- stairs (2013) für Flöte, Klavier, Akkordeon, Violine, Viola, Violoncello
- diffraction courses (2012) für Klarinette, Saxophon, 2 Schlagzeuger, Klavier, Violine, Violoncello, Kontrabass
- mobile elements – 2. Fassung (2012) für Bassklarinette, Posaune, Schlagzeug, Klavier, Violine, Viola, Violoncello
- mobile elements (2011) für Bassklarinette, Posaune, Schlagzeug, Klavier, Violine, Violoncello, Kontrabass
- Vom Verschwinden einer Landschaft II (2011) für Violine, Viola, Violoncello, Klavier
- Kahles Astwerk für Stimme, Flöte, Violine, Violoncello (2007/08)
- silben- meer- farben (2004) für Flöte, Klarinette, Violine, Viola, Violoncello
- … zum unberührten Schnee im fahlen Mondlicht … (1999) für vier Schlagzeuger

### Ensemblewerke
- diá / trans für Ensemble (Fl, Ob, Klar, Fg, Sax, Hr, Trp, Pos, Tb, Schlgz, Klav, E-Git, Kb) (2021)
- void distance für Ensemble (Flöte, Klarinette, Trompete, Posaune, Percussion, Klavier, Akkordeon, Violine, Viola, Violoncello) (2019)
- as in a mirror, darkly – revidierte Fassung (2010/13) für Ensemble (Flöte, Oboe, Klarinette, Saxophon, Trompete, Posaune, 2 Schlagzeuger, Klavier, Violine, Viola, Violoncello, Kontrabass)
- as in a mirror, darkly (2010) für Ensemble (Flöte, Oboe, Klarinette, Saxophon, Trompete, Posaune, 2 Schlagzeuger, Klavier, Violine, Viola, Violoncello, Kontrabass)
- Return - revidierte Fassung (2009) für Saxophon, Ensemble (Flöte, Oboe, Klarinette, Horn, Trompete, Posaune, Percussion, Klavier, 2 Violinen, Viola, Violoncello, Kontrabass)
- Return (2006) für Saxophon, Ensemble (2 Flöten, Oboe, Klarinette, Bassklarinette, 2 Hörner, 2 Schlagzeuger, Harfe, 2 Violinen, Viola, Violoncello, Kontrabass)

### Orchesterwerke
- inner piece für Orchester und Solo-Ensemble (Violine, Klarinette, Schlagzeug, Klavier) (2021)
- any great distance für Orchester (3-3-3-3, 4-3-3-1, 2 Schlgz, Pk, Hfe, Klav, Streicher: 12-10-8-6-4) (2018)
- lost motion (2012) für Streichorchester (6-6-4-4-2)
- disintegrated (2010) für Orchester (3 Fl, 3 Ob, 3 Klar, 3 Fg, 4 Hr, 3 Trp, 3 Pos, 3 Perc, Hfe, Str: 14-12-10-8-6)
- break off (2009) für Orchester (3 Fl, 3 Ob, 3 Klar, 3 Fg, 3 Hr, 3 Trp, 2 Pos, 2 Schlgz, Hfe, Streicher)
- Archipel (2008) für Orchester (2 Fl, 2 Ob, 2 Klar, 2 Fg, 4 Hr, 2 Trp, 2 Pos, 2 Perc, Hfe, Str: 10-8-6-4-3)
- Loses (2006) für Großes Orchester (2 Picc, 2 Fl, 2 Ob, 4 Klar, 4 Fg, 4 Hr, 4 Trp, 3 Pos, Tb, 3 Perc, Hfe, Klav, Str: 12-10-8-6-4)

### Vokalmusik
- canti in / versi für Chor, Elektronik (2020)
- from what height fallen für sechs Männerstimmen (2016)
- Lacunae (2015) für Vokalsolisten
- un altro … di vento, di cielo (2015) für Chor, Live-Elektronik und Video
- Ferne - Annäherung (2008) für Vokalensemble
- kahles Astwerk (2007/8) für Stimme, Flöte, Violine, Violoncello

### Musiktheater
- krajobraz śnięty – Minioper für 2 Sopranistinnen, 2 Sprecher, Flöte, Klarinette, Klavier, Violine, Violoncello, Zuspielungen (2018)

## CDs
- Porträt-CD Joanna Wozny: „as in a mirror, darkly“, „Return“, „kahles Astwerk“, „Loses“ und „Vom Verschwinden einer Landschaft II“. KAIROS (0013192KAI)
- Archipel für Orchester. Auf: „Paradisi Gloria 21“  BR Classics/Naxos 2010 (LC 20232)